# L'Aventurière du Tchad
Pour plus de détails, voir Fiche technique et Distribution.
L'Aventurière du Tchad est un film français réalisé par Willy Rozier, sorti en 1953.

## Synopsis
Après avoir perdu au jeu un bracelet de diamants volé à une riche étrangère, Alain de Blomette est envoyé par son père en Afrique. Travaillant dans une plantation, il est rejoint par Fanny. Le comportement de cette dernière finit par provoquer, entre Alain et son rival, une rixe au cours de laquelle la jeune femme est tuée : Alain disparaît dans la forêt où il va dès lors se livrer au trafic d'ivoire.

## Fiche technique
- Titre : L'Aventurière du Tchad
- Réalisation : Willy Rozier
- Scénario et dialogues : Xavier Vallier (pseudonyme de Willy Rozier)
- Photographie : Michel Rocca
- Montage : Raymond Louveau
- Musique : Jean Yatove
- Décors : Maurice Guerbe
- Son : Norbert Gernolle
- Directeur de production : René Jaspard
- Société de production : Sport Films
- Pays de production :  France
- Format : Noir et blanc — 35 mm — 1,37:1 — Son : Mono
- Genre : Film dramatique
- Durée : 90 minutes (1 h 30)
- Date de sortie :
  - France : 6 novembre 1953

## Distribution
- Madeleine Lebeau : Fanny Lacour
- Jean Danet : Alain de Blomette
- Maurice Bénard
- Lucien Callamand
- Simone Bach
- Jacques Castelot
- Jean Clarieux
- Henry Djanik
- Jean Droze
- Tania Fédor : Marjorie Kling
- Jean Hébey
- Willy Rozier : 	Inspecteur Grimber